# 喬爾諾拜區

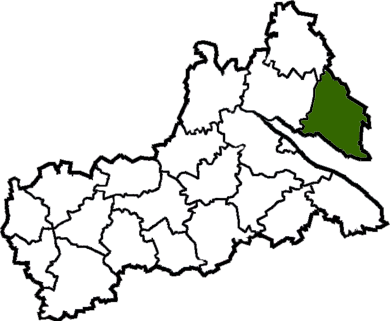

喬爾諾拜區（烏克蘭語：Чорнобаївський район）是位於烏克蘭中部切爾卡瑟州的舊區，首府設於喬爾諾拜，面積1,554平方公里，2015年人口41,476，人口密度每平方公里26.69人。喬爾諾拜區于2020年7月18日被烏克蘭當局废除。